# Wielbłąd na stepie
Wielbłąd na stepie – powieść Jerzego Krzysztonia z 1978 roku, oparta na motywach autobiograficznych. 
Akcja tej książki dzieje się w czasie II wojny światowej na terenach Kazachstanu. Jej fabułę stanowią losy kilku polskich rodzin z Grodna, które w trakcie wojennej zawieruchy znalazły się na terenie Związku Radzieckiego. Oczami bohatera i narratora, trzynastoletniego chłopca ukazana jest nędza polskich zesłańców i ich walka o przetrwanie.
Kontynuacją powieści jest Krzyż Południa (1983).